# Jemeppe-sur-Meuse

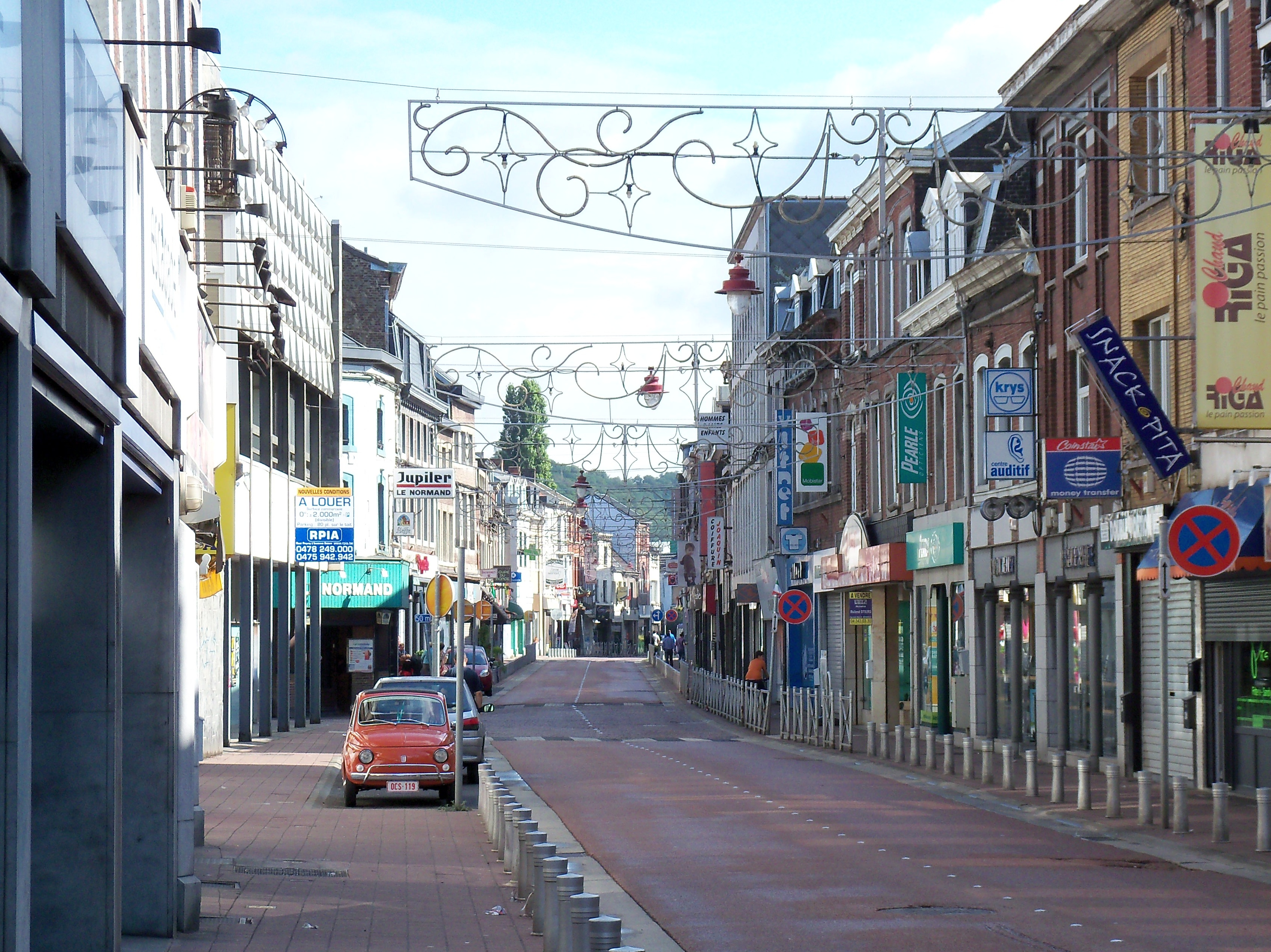
Jemeppe-sur-Meuse, Rue du pont

Jemeppe-sur-Meuse (Vallonia: Djimepe-so-Mouze) è una frazione della città belga di Seraing situata in Vallonia, nella provincia di Liegi.
È stato un comune autonomo prima della fusione dei comuni nel 1977. Gli abitanti sono circa 10.000.
Questa città è conosciuta per la sua industria siderurgica, e prima del 1960 per le sue miniere di carbone. Il Centro storico ha tre castelli. È anche il centro morale e mondiale dell'Antoinismo con il suo grande tempio antoinista.